# Enlil-nirari
Enlil-nirari, il cui significato è "Enlil è il mio aiuto" (fl. XIV secolo a.C.), è stato un re di Assiria ed era figlio di Ashur-uballit I. Egli è stato, a quanto pare, il primo re al quale sono stati identificati il primo ufficio, o limmu, eponimo.